# M1865 Springfield

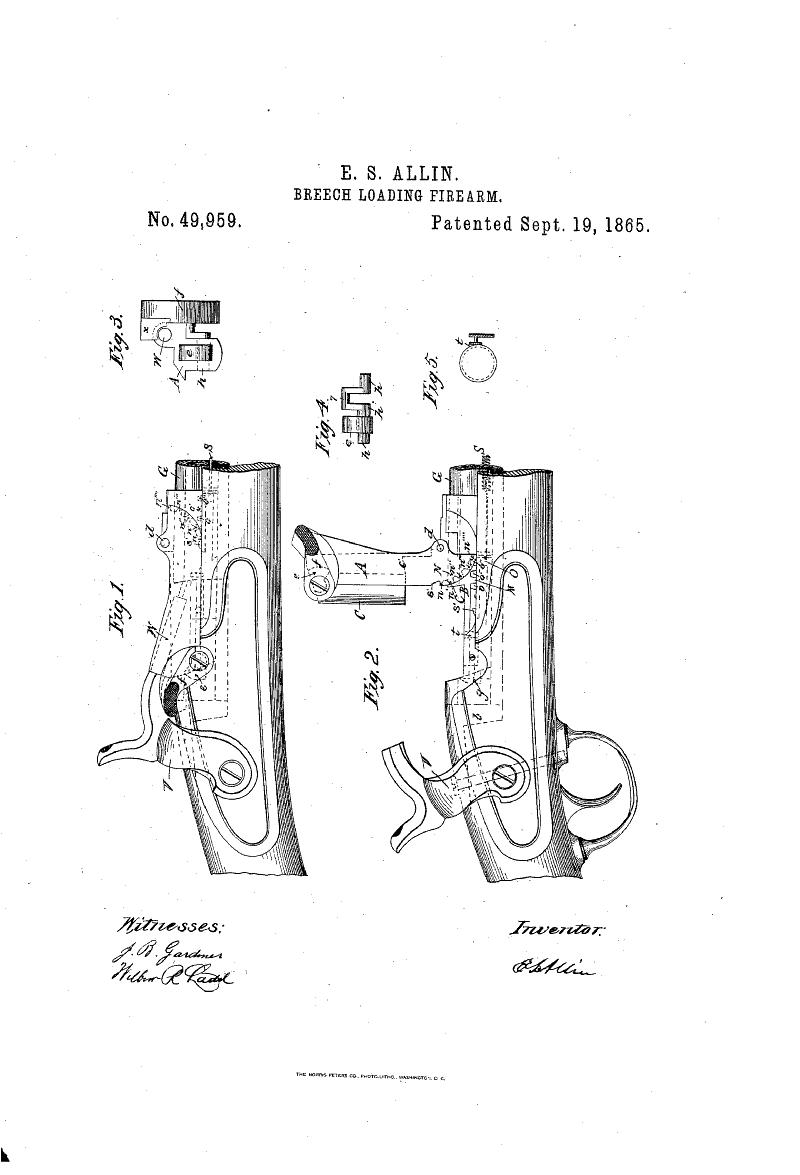

M1865 Springfield är ett bakladdat gevär som tillverkades av US Armory i Springfield, Massachusetts, USA. Det var en konvertering av den räfflade musköten modell 1861. Det byttes senare ut mot modell 1866.